# Bolivia en los Juegos Olímpicos de Múnich 1972
Bolivia estuvo representada en los Juegos Olímpicos de Múnich 1972 por un total de 11 deportistas masculinos que compitieron en 3 deportes.
El portador de la bandera en la ceremonia de apertura fue el jinete Roberto Nielsen-Reyes. El equipo olímpico boliviano no obtuvo ninguna medalla en estos Juegos.

## Participantes

### Athletismo
100 metros masculino
- Lionel Caero
  - Primera Ronda: 11.19s (→ No clasificó)

Maratón Masculina
- Ricardo Condori
  - 2:56:11 (Puesto 58)
- Crispín Quispe
  - 3:07:22 (Puesto 61)
- Juvenal Rocha
  - No finalizó la carrera

## Hipismo
Salto
- Roberto Nielsen-Reyes

## Tiro deportivo
50 m pistola
- Jaime Sánchez

50 m rifle tendido
- Fernando Inchauste
- Eduardo Arroyo

Trampa
- Armando Salvietti
- Ricardo Roberts

Skeet
- Carlos Asbun
- Armando Salvietti